# Lakeview (Washington)
Pour les articles homonymes, voir Lakeview.
Lakeview  est une census-designated place américaine de l'État de Washington dans le comté de Grant. 
La population était de 915 habitants en 2010.